# (3003) Konček
(3003) Konček – planetoida z pasa głównego asteroid okrążająca Słońce w ciągu 5 lat i 97 dni w średniej odległości 3,03 j.a. Została odkryta 28 grudnia 1983 roku w Obserwatorium Kleť w pobliżu Czeskich Budziejowic przez Antonína Mrkosa. Nazwa planetoidy pochodzi od Mikuláša Končeka (1900-1982), słowackiego meteorologa. Przed nadaniem nazwy planetoida nosiła oznaczenie tymczasowe (3003) 1983 YH.